# Nikiel (Rosja)

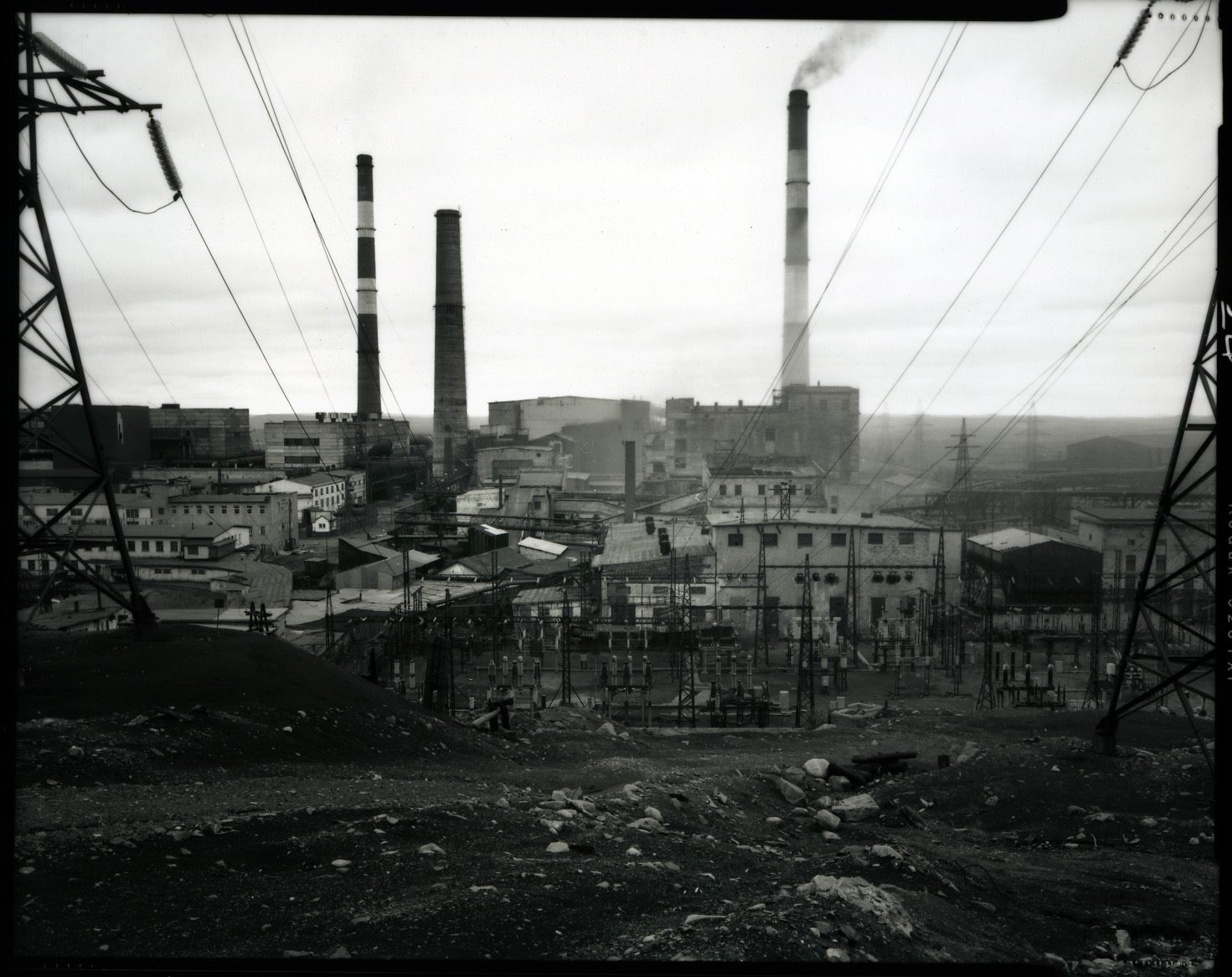
Zakłady metalurgiczne Zapolarnyj-Nikiel

Nikiel (ros. Никель) – osiedle typu miejskiego w północno-zachodniej Rosji, w obwodzie murmańskim, na półwyspie Kolskim, 7 kilometrów od granicy z Norwegią, na wschodnim brzegu jeziora Kuetsjarwi, siedziba administracyjna rejonu peczengijskiego. W 2005 roku liczyło około 15,9 tys. mieszkańców, wcześniej liczba mieszkańców sięgała tu 22 tysięcy (1989). W 2023 roku populacja wynosiła 9519 osób.

## Historia
Miasto zostało założone w 1934 roku, ze względu na duże pokłady niklu w tym rejonie. Miasto zostało opanowane przez Armię Czerwoną 22 października 1944 roku, a 21 lipca 1945 roku ustanowiony został administracyjny rejon peczengijski w obwodzie murmańskim ze stolicą w Niklu. Miesiąc wcześniej, 22 czerwca utworzony został koncern metalurgiczny „Pieczenganikiel”. W 1948 roku otwarto tu pierwszą szkołę, a w listopadzie 1956 roku dotarł tu pierwszy pociąg. W tym samym roku w sąsiedztwie osady Nikiel rozpoczęto budowę osady Zapolarnyj, która w 1963 roku uzyskała prawa miejskie.

## Przemysł
Ośrodek wydobycia rudy niklu i przetwórstwa tego metalu. Tutejsza huta Zapolarnyj-Nikiel należąca do koncernu (Norilskij nikiel) jest jednym z największych ośrodków emisji dwutlenku siarki w tej części świata, sięgającej 100 tysięcy ton rocznie (w 1999 szacowano emisję nawet na 150 tysięcy ton SO2), a także innych zanieczyszczeń. Norweskie stacje pomiarowe notują w okolicach huty przekroczenia norm zawartości SO2 przekraczające 2000% (np. 7500 mg/m³ przy dopuszczalnej normami zawartości 350 mg/m³). W wyniku porozumień rosyjsko-norweskich planowane jest, kosztem 300 milionów koron norweskich, zamknięcie huty w Niklu i przeniesienie zakładów metalurgicznych do lokalizacji położonej bardziej na południe na półwyspie Kola, do istniejącej już huty Siewiero-Nikiel koło Monczegorska; przedsięwzięcie to, planowane przed końcem 2010 roku, na razie jednak odwleka się. W sąsiedztwie osiedla Nikiel i miasta Zapolarnyj, oprócz kopalni i huty, znajdują się także zakłady koncentracji rudy a także zbiorniki odpadów poflotacyjnych.